# Chiesa della Madonna delle Nevi (Stazzema)
La chiesa della Madonna delle Nevi è una chiesa di Stazzema, situata in località La Madonna, in fondo al paese, e dista 1 km dalla chiesa principale.

## Storia
Nasce nel 1610, secondo le esigenze dei cavatori del paese che la sera tornando a casa stanchi ed esausti dal lavoro, non avevano le forze per recarsi alla Pieve principale, all'inizio del paese, così lontana; così i Vespri serali venivano celebrati in questa piccola chiesa.

## Gli interni
La chiesa è a navata unica, coperta da una volta a botte intonacata di bianco, con una colomba dipinta sopra l'altare maggiore, è lunga quasi 18 metri, alta poco più di 7 metri e larga quasi 6 metri. La sagrestia oggi è formata da una sola piccola stanza di 3 metri per 4 metri; un tempo invece possedeva un'altra stanza accanto e una sopra quest'ultima, infatti nel muro sinistro della sagrestia possiamo vedere l'incavo di una porta.

## L'esterno
La facciata è intonacata di bianco, con il portale preceduto da un loggiato dove ai lati sono stati costruiti con l'intonaco una specie di portali, come se la chiesa avesse tre navate, a sinistra dell'ingresso, sul muro laterale c'è una piccola porticina in legno scolpito, dietro questa c'è una scala scolpita nel muro che porta all'organo del 1859. Proseguendo sulla cantoria, dalla parte opposta alla salita di essa, c'è una porticina che conduce nella parte alta del campanile, dal quale si può arrivare anche sul tetto.
A destra dell'ingresso vi è una porta uguale a quella per salire all'organo, solo che qui si entra nella base del campanile, dove si trovano le corde per le due campane, che dopo oltre trent'anni sono state risuonate il 5 agosto 2014 da un benefattore che le ha pure restaurate per l'occasione della santa messa in onore della patrona della chiesa.
Il campanile è posto sopra la facciata della chiesa, alto circa 15 metri; invece sul tetto all'altezza della sagrestia, c'è una piccola campanella di forma "Pan di Zucchero", probabilmente proveniente dalla pieve di Santa Maria Assunta di Stazzema, fusa attorno al 1400-1500.